# Cementerio armenio de Julfa
El cementerio armenio de Julfa  (en azerí: Cuğa nekropolunun məhv edilməsi iddiası; en armenio: Ջուղաի գերեզմա) era un cementerio medieval cerca de la ciudad de Julfa (conocido como Jugha en armenio), Najicheván, un enclave de la República de Azerbaiyán. Las tumbas consistieron principalmente en jachkares, decoradas de una forma única característica con piedras del arte armenio cristiano medieval. El cementerio se mantuvo en pie a finales de 1990, cuando el gobierno de Azerbaiyán inició una campaña sistemática para arrasar los monumentos.
Varias apelaciones fueron presentadas por organizaciones tanto armenias como internacionales, condenando al gobierno de Azerbaiyán e instándolo a que desista de esa actividad.
Después de estudiar y comparar las fotos satelitales de Julfa tomada en 2003 y 2009, en diciembre de 2010, la Asociación Estadounidense para el Avance de la Ciencia llegó a la conclusión de que el cementerio fue demolido y nivelado. 